# Cláudio Ramos (futebolista)
Cláudio Pires Morais Ramos (Vila Nova de Paiva, 16 de novembro de 1991) é um futebolista profissional português que atua como guarda-redes. Atualmente joga no FC Porto.
Passou a maior parte da sua carreira no Tondela, onde fez 267 jogos em 9 temporadas. Em 2020 assinou pelo Porto.
Ramos somou 1 internacionalização pela Seleção Portuguesa.

## Carreira

### Tondela
Natural de Vila Nova de Paiva, distrito de Viseu, como jovem, Ramos jogou no Académico de Viseu, seu clube local, antes de se juntar ao Vitória SC em 2007. Nunca chegou a jogar pela equipa principal dos Conquistadores, tendo sido emprestado ao Amarante e ao Tondela, assinando permanentemente por este último após, durante o seu empréstimo, o clube conquistar a subida da II Divisão B para a Segunda Liga, na época 2011–12.
Na temporada 2014–15, o Tondela venceu a Segunda Liga, subindo à Primeira Liga pela primeira vez na sua história. A 30 de outubro de 2015, Ramos estreou-se nesta competição, numa derrota caseira por 0–4 frente ao Benfica, substituíndo o lesionado Matt Jones na baliza aos 30 minutos de jogo. No fim da temporada 2015–16, os adeptos do Tondela elegeram Cláudio como o Jogador do Ano do clube.
Na temporada 2017–18, Ramos participou em todos os 34 jogos do Tondela no campeonato. Na última jornada, contabilizou a sua 200ª partida pelos Tondelenses, tornando-se o 2º jogador mais utilizado da história do clube. Nessa época, Cláudio foi o guarda-redes da Primeira Liga que somou mais defesas (126) e penáltis defendidos (3).
De 9 de abril de 2017 a 9 de fevereiro de 2020, Ramos foi titular em 94 jogos do campeonato consecutivos, superando o recorde estabelecido pelo também guarda-redes Rui Patrício. A 5 de julho de 2020, após "alargar" o recorde para 103 partidas consecutivas, Cláudio falhou o jogo contra o Famalicão, devido a lesão.
No fim da temporada temporada 2019–20, Ramos deixou o Tondela, após o seu contrato com o clube expirar.

### Porto
A 13 de agosto de 2020, Ramos assinou um contrato de 4 anos com o campeão em título FC Porto. A 21 de dezembro, fez o seu primeiro jogo de azul e branco, pelo Porto B, num empate por 1–1 em casa do Estoril Praia.
Ramos recebeu uma medalha de campeão nacional na temporada 2021–22, jogando a titular pela equipa principal na última jornada do campeonato, numa vitória por 2–0 sobre o Estoril Praia, no Estádio do Dragão.

## Carreira Internacional
Em jovem, Ramos representou Portugal a nível Sub-16, Sub-17, Sub-18 e Sub-20.
A 14 de outubro de 2018, Ramos estreou-se pela seleção principal de Portugal, numa vitória por 3–1 num amigável contra a Escócia, jogado em Hampden Park, substituindo Beto nos 4 minutos finais da partida.

## Estatísticas de Carreira

### Clube
- Atualizado até 14 de maio de 2022[17]

| Clube             | Temporada         | Campeonato        | Campeonato | Campeonato | Taça  | Taça  | Taça da Liga | Taça da Liga | Competições Europeias | Competições Europeias | Total | Total |
| Clube             | Temporada         | Liga              | Jogos      | Golos      | Jogos | Golos | Jogos        | Golos        | Jogos                 | Golos                 | Jogos | Golos |
| ----------------- | ----------------- | ----------------- | ---------- | ---------- | ----- | ----- | ------------ | ------------ | --------------------- | --------------------- | ----- | ----- |
| Tondela           | 2011–12           | II Divisão        | 7          | 0          | 1     | 0     | –            | –            | –                     | –                     | 8     | 0     |
| Tondela           | 2012–13           | Segunda Liga      | 29         | 0          | 1     | 0     | 2            | 0            | –                     | –                     | 32    | 0     |
| Tondela           | 2013–14           | Segunda Liga      | 25         | 0          | 1     | 0     | 0            | 0            | –                     | –                     | 26    | 0     |
| Tondela           | 2014–15           | Segunda Liga      | 36         | 0          | 2     | 0     | 2            | 0            | –                     | –                     | 40    | 0     |
| Tondela           | 2015–16           | Primeira Liga     | 20         | 0          | 0     | 0     | 1            | 0            | –                     | –                     | 21    | 0     |
| Tondela           | 2016–17           | Primeira Liga     | 33         | 0          | 1     | 0     | 0            | 0            | –                     | –                     | 34    | 0     |
| Tondela           | 2017–18           | Primeira Liga     | 34         | 0          | 0     | 0     | 1            | 0            | –                     | –                     | 35    | 0     |
| Tondela           | 2018–19           | Primeira Liga     | 34         | 0          | 2     | 0     | 1            | 0            | –                     | –                     | 37    | 0     |
| Tondela           | 2019–20           | Primeira Liga     | 29         | 0          | 0     | 0     | 1            | 0            | –                     | –                     | 30    | 0     |
| Tondela           | Total             | Total             | 247        | 0          | 8     | 0     | 8            | 0            | –                     | –                     | 263   | 0     |
| Porto B           | 2020–21           | Liga Portugal 2   | 4          | 0          | 0     | 0     | 0            | 0            | –                     | –                     | 4     | 0     |
| Porto             | 2021–22           | Primeira Liga     | 1          | 0          | 0     | 0     | 1            | 0            | 0                     | 0                     | 2     | 0     |
| Porto             | 2021–22           | Primeira Liga     | 1          | 0          | 7     | 0     | 6            | 0            | 0                     | 0                     | 14    | 0     |
| Porto             | Total             | Total             | 2          | 0          | 7     | 0     | 7            | 0            | 0                     | 0                     | 16    | 0     |
| Total de Carreira | Total de Carreira | Total de Carreira | 253        | 0          | 15    | 0     | 15           | 0            | 0                     | 0                     | 283   | 0     |

## Títulos
Tondela
- Segunda Liga: 2014–15[6]

Porto
- Primeira Liga: 2021–22[15]
- Taça de Portugal: 2021–22[18], 2022–23[19], 2023–24
- Taça da Liga: 2022–23[20]
- Supertaça Cândido de Oliveira: 2022,[21] 2024